# Zdeněk Lyčka
Zdeněk Lyčka (* 30. dubna 1958 Frýdek-Místek) je český diplomat, překladatel a spisovatel.

## Život
Studoval na Ekonomické fakultě Vysoké školy báňské – Technické univerzity Ostrava a později na Karlově univerzitě. Před revolucí pracoval jako programátor, od roku 1990 působil na Ministerstvu zahraničních věcí. Později působil na českém velvyslanectví v Kodani (1991–1996) a byl rovněž českým velvyslancem v Dánsku (2008–2012). Rovněž byl ředitelem českého centra ve Stockholmu. Také se věnoval překládání severské a angloamerické literatury. Spolu se svou manželkou Violou Somogyi přeložil grónské mýty a pověsti od Knuda Rasmussena. Za knihu dostal Cenu Josefa Jungmanna. Roku 2011 přešel se třemi Dány na lyžích Grónsko. Z této cesty publikoval knihu Na lyžích napříč Grónskem. Později vydal další knihu nazvanou Na kajaku z Prahy do Severního moře.